# Prefectura de Oti
La prefectura de Oti es una prefectura de Togo, ubicada en la región de las Sabanas.
Su chef-lieu es Mango.

## Geografía
Está ubicada al norte de Togo. Ocupa toda la anchura del país. Es limítrofe con Ghana al oeste y con Benín al este.
La prefectura tiene los siguientes límites:
| Noroeste: Prefectura de Tandjouaré                 | Norte: Prefectura de Tône | Noreste: Prefectura de Kpendjal       |
| Oeste: Bunkpurugu-Yunyoo y Saboba-Chereponi, Ghana |                           | Este: Materi, Cobli y Boukombé, Benín |
| Suroeste: Prefectura de Dankpen                    | Sur: Prefectura de Kéran  | Sureste: Prefectura de Kéran          |

Está atravesada en diagonal por el río Oti, que le da su nombre.
El paisaje está formado por sabanas bajas.

## Demografía
Su población estimada (2002) está en ciento veintidós mil habitantes. La población está formada mayoritariamente por las etnias anufo, gangam, y fulani.

## Economía
Las zonas rurales viven de la ganadería extensiva, y de cultivos de subsistencia del maíz, del ñame y de la mandioca.